# Последњи дан
Последњи дан је југословенски драмски филм из 1951. године у режији Владимира Погачића.
Премијера филма била је 20. октобра 1951. године.

## Радња
Шпијунску и саботерску активност бивших гестаповца, предвођених Вилијем Колбом помаже група незадовољника новим поретком у Југославији. Органи УДБЕ откривају њихову активност и саботерске акције бивају на време спречене, а бивши гестаповац, Вили Колб, ухапшен.

## Улоге
| Глумац               | Улога                        |
| -------------------- | ---------------------------- |
| Љубиша Јовановић     | Мате Јелић диверзант         |
| Тито Строци          | Фра Анселмо                  |
| Страхиња Петровић    | Доктор Антон Емин муж        |
| Зоран Ристановић     | Мајор Винко                  |
| Северин Бијелић      | Бруно                        |
| Карло Булић          | Иван / Вили бивши гестаповац |
| Марија Црнобори      | Ема докторка                 |
| Соња Хлебш           | Нина глумица                 |
| Ђорђе Јелисић        | Петар                        |
| Мирко Милисављевић   | Инжењер                      |
| Салко Репак          | Инжењер                      |
| Александар Стојковић | Машиниста                    |
| Јован Милићевић      | Никола телеграфиста          |
| Деса Берић           |                              |
| Ана Херцигоња        |                              |
| Владан Ђорђевић      |                              |

Комплетна филмска екипа  ▼
| Редитељ                   | Владимир Погачић     |                                        |
| Сценариста                | Оскар Давичо         |                                        |
| Директор фотографије      | Владета Лукић        |                                        |
| Монтажер                  | Милада Рајшић — Леви |                                        |
| Сценограф                 | Никола Радановић     |                                        |
| Одсек за шминку           | Вукосава Дедакин     | шминкерка (као Вукица Дедакин)         |
| Одсек за шминку           | Зорица Рандић        | шминкерка (као Зорица Јаковљевић)      |
| Менаџер продукције        | Марко Ландекић       | вођа снимања                           |
| Менаџер продукције        | Р. Леро              | помоћник директора филма               |
| Менаџер продукције        | Младен Тодић         | директор филма                         |
| Помоћник режије           | Владимир Царин       | помоћник редитеља (као В. Царин)       |
| Помоћник режије           | Александар Петровић  | помоћник редитеља (као А. Петровић)    |
| Помоћник режије           | Здравко Рандић       | помоћник редитеља (као З. Рандић)      |
| Уметнички одсек           | Јаков Маричић        | сценски реквизитер (као Јаков Марчић)  |
| Одсек за звук             | Вукашин Дабушко      | микроман (као В. Дабушко)              |
| Одсек за звук             | Драгољуб Гојковић    | микроман (као Д. Гојковић)             |
| Одсек за звук             | Радивој Вујић        | тон мајстор (као Раша Вујић)           |
| Одсек за звук             | Божидар Вукадиновић  | тон мајстор (као Божа Вукадиновић)     |
| Специјални ефекти         | Душан Живковић       | пиротехничар                           |
| Одсек за камеру и расвету | Никола Мајдак        | пратилац камере (као Н. Мајдак)        |
| Одсек за камеру и расвету | Коста Михајловић     | пратилац камере (као К. Михајловић)    |
| Одсек за камеру и расвету | Арсеније Ровнар      | вођа расвете (као А. Ровнан)           |
| Одсек за костим           | Марија Пешић         | гардеробер (као М. Пешић)              |
| Остала екипа              | Десанка Погачић      | секретар режије (као Деја Радовановић) |